# Orthomegas similis
Orthomegas similis är en skalbaggsart som beskrevs av Charles Joseph Gahan 1894. Orthomegas similis ingår i släktet Orthomegas och familjen långhorningar. Inga underarter finns listade i Catalogue of Life.